# 1995年10月逝世人物列表
1995年逝世人物列表：1月 - 2月 - 3月 - 4月 - 5月 - 6月 - 7月 - 8月 - 9月 - 10月 - 11月 - 12月
1995年10月逝世人物列表，是用於匯總1995年10月期間逝世人物的列表。

## 依日期排序

### 1日
- 阿迪亞·維克拉姆·比拉，51歲，印度實業家[1]
- 艾納·博伯格，59-60歲，丹麥裔加拿大言語病理學家。[2]
- 瑞恩·克洛克，90歲，英國插畫家和水彩畫家。[3]
- 瑪格麗特·戈爾曼，90歲，美國選美皇后，第一屆美國小姐。[4]
- 費利佩·里維拉，24歲，智利網球運動員，交通事故。
- 亨利·P·史密斯三世，84歲，美國政治家。[5]

### 2日
- 約翰·艾爾斯，42歲，美國國家橄欖球聯盟進攻前鋒[6]
- 奧托·巴斯蒂安森，77歲，挪威化學家。[7]
- 哈吉爾·達里烏什，57歲，伊朗電影製片人。
- 赫爾穆特·德根，84歲，德國作曲家。[8]
- 伊莉莎白·簡·勞埃德，67歲，英國藝術家和教師。[9]
- 本·邁耶，77歲，美國政治家。

### 3日
- 奧斯丁上校，74歲，澳大利亞足球運動員。[10]
- 奧蘭多·阿洛伊修斯·巴蒂斯塔，78歲，加拿大化學家和作家。[11]
- 約翰·奇克尼奧，78歲，美式足球運動員。[12]
- 凱文·康明斯，67歲，南非板球運動員。[13]
- 普利尼奧·科雷亞·德·奧利維拉，86歲，巴西知識份子和活動家。[14]
- 斯特凡·亞契安斯基，65歲，斯洛伐克足球經理。
- 尼皮·瓊斯，70歲，美國棒球運動員。[15]
- 艾蓮娜·基羅加，73歲，西班牙作家。[16]
- 法蘭西斯·O·施密特，91歲，美國生物學家和教授。[17]
- M·P·西凡娜娜，89歲，印度自由鬥士和政治家。
- 萊昂·蘇梅利安，89歲，亞美尼亞裔美國作家。[18]
- 查爾斯·維茨，51歲，美國宇航員[19]

### 4日
- 法比奥·阿尔巴雷利，52歲，義大利競技水手和奧運獎牌得主。[20]
- 馬特·阿姆斯壯，83歲，蘇格蘭足球運動員。[21]
- 伍迪·布萊索，73歲，美國數學家，計算機科學家和教育家[22]
- 艾爾斯·佈雷姆斯，87歲，丹麥女低音。[23]
- 阿圖羅·加西亞·布爾，89歲，阿根廷演員和電影導演[24]
- 迪恩·羅登·查普曼，73歲，美国国家航空航天局機械工程師。[25]
- 弗雷德·費爾，89歲，美國攝影師。[26]
- 馬蘇德·拉納，57歲，巴基斯坦電影重播歌手。
- 余柱業，76歲，馬來西亞政治家和新加坡活動家。

### 5日
- 沃爾特·埃德溫·阿諾迪，77歲，美國航空工程師。[27]
- 卡爾·約翰·巴德斯維克，85歲，加拿大滑雪運動員。[28]
- 亞瑟·巴博薩，87歲，英國藝術家。[29]
- 莉蓮·弗克斯，93歲，美國中提琴演奏家、作曲家和教師。[30]
- 琳達·加里，50歲，美國配音演員[31]
- 迪克·尤爾根斯，85歲，美國樂隊領隊。[32]
- 平馬拉庫爾，91歲，泰國教育家和政治家。[33]
- 阿不都熱依木·奧特庫爾，72歲，維吾爾族作家和詩人。

### 6日
- 邁克爾·艾倫，62歲，英國板球運動員。[34]
- 保羅·貝伊茲，94歲，法國兒科醫生和業餘天文學家。[35]
- 卡爾·班德，94歲，德國建築師。[36]
- 愛琳·卡西迪，63歲，愛爾蘭共和黨政治家。[37]
- 班諾特·沙穆，34歲，法國登山家[38]
- 休吉·查爾斯，88歲，英國詞曲作者和經紀人。[39]
- 何塞·安東尼奧·德·阿馬斯·奇蒂，86歲，委內瑞拉歷史學家、詩人、傳記作家和研究員。[40]
- 伊萬·曼迪，76歲，匈牙利作家。[41]
- 安東尼·紐西蘭茲，70歲，英國演員。

### 7日
- 亞科夫·阿農，82歲，以色列經濟學家和政府官員。[42]
- 米哈伊爾·布特克維奇，69歲，蘇聯/俄羅斯戲劇導演，俄羅斯戲劇藝術學院戲劇教授。[43]
- 羅伯托·卡佈雷拉，81歲，智利足球運動員。[44]
- 拉爾夫·丘奇菲爾德，77歲，美國籃球運動員。[45]
- 熱拉爾·佛科留斯，77歲，法國天文學家。[46]
- 伊曼紐爾·德爾·維奇奧，61歲，巴西足球前鋒。[47]
- 加布里埃萊·克魯徹·蒂德曼，44歲，德國極左翼激進分子，癌症。
- 路易士·邁耶，91歲，美國名人堂賽車手。[48]
- 奧爾加·陶斯基-托德，89歲，奧地利，後來成為捷克裔美國數學家。[49]
- 哈雷·A·威爾亨姆，95歲，美國化學家。[50]

### 8日
- 埃裡希·布羅斯特，91歲，德國記者和出版商。
- 約翰·凱恩克羅斯，82歲，蘇格蘭公務員，二戰期間的蘇聯間諜。[51]
- 阿爾瓦羅·卡爾泰，84歲，義大利畫家和陶藝家。[52]
- 克裡斯托弗·基恩，48歲，美國指揮家，紐約市歌劇院導演。[53]
- 小川健太郎，61歲，日本棒球運動員。
- 奧拉維·薩爾索拉，61歲，芬蘭中長跑運動員和奧運選手。[54]
- 派翠克·沃克，64歲，美籍英國占星家。[55]
- 傑弗里·沃諾克，72歲，英國哲學家，牛津大學副校長。[56]

### 9日
- 卡馬爾·鮑斯，80歲，印度電影攝影師。[57]
- 亨利·W·克隆，105歲，美國作家和記者。[58]
- 休姆勳爵，92歲，英國首相。[59][60]
- 扎伊姆·伊馬莫維奇，34歲，波士尼亞指揮官，在行動中陣亡。
- 克立·巴莫，84歲，泰國政治家，泰國第13任總理[61]
- 約翰·A·斯卡利，77歲，美國記者和外交官。[62]

### 10日
- 法塔赫·昌德·巴德瓦爾，94-95歲，印度公務員。[63]
- 道格·克萊恩，57歲，美式橄欖球運動員。[64]
- 羅伯特·芬奇，70歲，美國政治家[65]
- 艾迪·吉爾，100歲，美國棒球運動員。[66]
- 保羅·古馳，64歲，義大利商人和時裝設計師。
- 卡爾·巴頓·赫法克，81歲，美國生物學家、生態學家和農業昆蟲學家。[67]
- 拉爾斯·奈斯曼，52歲，芬蘭足球運動員和教練。
- 道格·拉塞爾，84歲，美國橄欖球運動員。[68]

### 11日
- 伊索德·阿爾格里姆，81歲，奧地利大鍵琴演奏家和四重奏演奏家。[69][70]
- 唐納德·貝克福德，88歲，牙買加板球運動員。[71]
- 黄贻钧，80歲，中國指揮家、作曲家。[72]
- 傑夫·約克，83歲，美國演員[73]

### 12日
- 埃莉諾·阿勒，78歲，美國大提琴家。[74]
- 哈拉爾·芭莉，58歲，挪威希臘羅馬式摔跤手和奧運會運動員。[75]
- 喬治布萊基，80歲，澳大利亞作家和記者。[76]
- 加里·邦德，55歲，英國演員[77]
- 大衛·麥克萊恩，73歲，美國演員[78]
- 漢斯·韋姆林，52歲，瑞典音樂家

### 13日
- 約翰·泰勒·考德威爾，83歲，美國學者和政治學教授。[79].
- 杰弗裡鐘，44歲，牙買加音樂家，錄音工程師和唱片製作人，肝功能衰竭。
- 邁克爾·拉夫，83歲，斯洛維尼亞裔美國動畫師。[80]
- 亨利·羅斯，89歲，美國小說家和短篇小說作家。[81]
- 貝拉·瓦爾加，92歲，匈牙利天主教神父和政治家。
- 讓·韋伯，89歲，法國電影演員。[82]
- 赫伯特·魏斯巴赫，93歲，德國演員、歌舞表演藝術家和配音演員。[83]

### 14日
- 約翰·R·P·弗倫奇，82歲，美國心理學家。[84]
- 威廉·弗里茨，81歲，加拿大短跑運動員和奧運選手。[85]
- 貢渥·霍夫莫，74歲，挪威作家。[86]
- 伊迪絲·帕格特，82歲，英國作家。[87]
- 海倫·弗拉科斯，83歲，希臘記者和反軍政府活動家。[88]
- 卡爾·維德馬爾克，84歲，瑞典划艇運動員。

### 15日
- 阿克哈特·布拉金，42歲，烏克蘭商人，炸彈襲擊。
- 馬可·坎波斯，19歲，巴西賽車手[89]
- 克勞丹·喬馬，80歲，法國共產主義激進分子，第二次世界大戰期間抵抗運動成員。[90]
- 塞爾瑪·格裡菲斯·海恩斯，82歲，加拿大裔美國職業棒球大聯盟高管。
- 本特·艾克布倫，28歲，瑞典冰球運動員。

### 16日
- 理查德·卡爾迪科特，87歲，英國演員。[91]
- 岡瑟·哈皮希，43歲，奧地利足球中場。
- 吉米·勒沃倫，76歲，美國賽車手，癌症。
- 奧古斯丁·馬丁，59歲，愛爾蘭學者、作家、廣播員和文學評論家。[92]
- 約瑟夫·皮爾斯，85歲，澳大利亞橄欖球運動員和教練。
- 托古迪帕·斯里尼瓦斯，52歲，印度電影演員。
- 約翰·沃克，88歲，美國藝術策展人。[93]

### 17日
- 迈克·布里顿，32歲，美國籃球運動員。[94]
- 彼得·亨希利夫，66歲，南非聖公會牧師和學者。[95]
- 法赫特納·歐唐諾凡，74歲，愛爾蘭運動員。
- 保羅·佐爾奈，67歲，匈牙利電影導演、編劇和演員。[96]

### 18日
- 克勞迪奧·布魯克，68歲，墨西哥演員[97]
- 佛朗哥·法布里齊，79歲，義大利演員[98]
- 阿達·洛伊斯·西普埃爾·費舍爾，71歲，美國律師和民權活動家。[99]
- 愛德華·格裡菲斯，66歲，英國政治家。
- 布萊恩·詹森，69歲，英國歌手和演員。
- 湯米·賴特爾，56歲，愛爾蘭阿爾斯特忠誠者和準軍事人員[100]
- 威廉·麥基，80歲，加拿大天主教神父和耶穌會教育家，敗血症。
- 泰德·史圖吉斯，82歲，美國爵士貝斯手。[101]
- 泰德·懷特威，66歲，英國賽車手。

### 19日
- 唐·謝里，58歲，美國爵士小號手[102]
- 庫馬里·納茲，51歲，印度電影女演員。
- 哈里勞斯·佩爾佩薩斯，88歲，希臘作曲家。[103]
- 雅羅斯拉夫-博格丹·魯德尼茨基，84歲，烏克蘭裔加拿大語言學家，詞典編纂者，作家和公關人員。
- 唐·威廉姆斯，59歲，澳大利亞足球運動員。

### 20日
- 埃裡克·伯利，89歲，英國歷史學家和考古學家。[104]
- 威廉·D·坎貝爾，88歲，國際童軍運動的美國領袖。[105]
- 里卡尔多·卡拉佩莱塞，73歲，義大利前男子足球運動員[106]
- 傑克·羅斯，83歲，美國編劇。[107]
- 克裡斯托弗·斯通，53歲，美國演員[108]
- 約翰·湯金，93歲，澳大利亞政治家。[109]

### 21日
- 馬克斯·安德魯斯，79歲，美國歌手和女演員，安德魯斯姐妹成員。[110]
- 赫蘇斯·布拉斯科，75歲，西班牙漫畫作家。[111]
- 何塞·伊格納西奧·卡布魯哈斯，58歲，委內瑞拉劇作家和戲劇導演[112]
- 哈羅德·I·卡默，86歲，美國律師，國家律師協會的聯合創始人。[113]
- 曼努埃爾·巴斯克斯·加列戈，65歲，西班牙漫畫家。
- 琳達·古德曼，70歲，美國占星家和詩人[114]
- 南希·格雷夫斯，55歲，美國雕塑家、畫家和版畫家[115]
- 斯韋雷·漢森，76歲，挪威演員。
- 漢斯·赫爾弗里茨，93歲，德國作曲家和攝影師。
- 香農·胡恩，28歲，美國創作歌手[116]
- 瓦達·賓森，57歲，美國棒球運動員和教練[117]
- 阿貝爾·薩拉薩爾，78歲，墨西哥演員，製片人和導演[118]
- 阿納托利·謝柳欣，65歲，蘇聯越野滑雪運動員和奧運選手。[119]

### 22日
- 金斯利·艾米斯，73歲，英國作家[120]
- 馬里奧·科斯塔，91歲，義大利演員、導演和編劇。[121]
- 西蒙·伽利瑪，77歲，法國編輯和出版商[122]
- 拉爾夫·惠特洛克，81歲，英國農民、環保主義者、作家和廣播員。[123]
- 瑪麗·威克斯，85歲，美國女演員[124]

### 23日
- 伯特·班斯特拉，73歲，美國政治家。[125]
- 約翰尼·布克曼，63歲，美國橄欖球運動員。[126]
- 海倫·吉伯特，80歲，美國電影女演員和音樂家。
- 唐·彭德爾頓，67歲，美國小說和非小說類書籍作家。[127]

### 24日
- 瑪麗恩·阿德納斯，96歲，英國畫家、版畫家和繪圖員。
- 揚·巴托西克，47歲，波蘭水手和奧運選手。[128]
- 賽義德·阿布扎爾·布哈裡，巴基斯坦學者，伊斯蘭議會主席。
- 埃米爾·喬納桑，82歲，海地法學家和政治家（1994年）。[129]
- 赫爾曼·朗貝因，83歲，奧地利共產主義抵抗戰士和歷史學家。[130]
- 安德列斯·阿吉拉爾·莫茲利，71歲，委內瑞拉律師和外交官[131]
- 安娜·伍德，15歲，澳大利亞青少年
- 羅尼·塞爾比·賴特，87歲，蘇格蘭教會牧師。[132]

### 25日
- 阿迦·薩達特·阿里，66歲，巴基斯坦板球運動員。[133]
- 弗朗索瓦·布魯斯，82歲，法國哲學教授和詩人。[134]
- 諾埃爾·克倫普，78歲，紐西蘭自由泳運動員。
- 肯尼斯·達德居，65歲，迦納外交官，貿發會議第一任非洲秘書長。[135]
- 加文·埃沃特，79歲，英國詩人。[136]
- 羅伯特·格里夫，84歲，蘇格蘭公務員和規劃師。[137]
- 大衛·希利，66歲，美國出生的演員。[138]
- 伯恩哈德·海利格，79歲，德國藝術家。[139]
- 簡·霍夫曼，89歲，波蘭鋼琴家和音樂教育家。
- 维韦卡·林德福什，74歲，瑞典女演員[140]
- 鮑比·裡格斯，77歲，美國網球運動員[141]
- B·F·西斯克，84歲，美國政治家。[142]
- 米爾簡科·斯莫耶，72歲，克羅埃西亞作家和記者，肺癌。
- 彼得·斯塔拉德，80歲，英國殖民地總督。

### 26日
- 昆巴·拉姆·艾莉亞，81歲，印度政治家。[143]
- 喬治婭·尼斯·克拉克，97歲，美國第一位女性財務主管。[144]
- 漢密爾頓·E·福爾摩斯，54歲，美國骨科醫生[145]
- 威廉·弗雷迪，86歲，丹麥畫家。[146]
- 費利蒙·庫爾查巴，81歲，烏克蘭希臘天主教主教，利沃夫輔理主教（自1985年起）。[147]
- 約翰·桑格斯特，66歲，澳大利亞爵士作曲家、編曲家和多樂器演奏家。[148]

### 27日
- 安德烈·伯吉，93歲，法國醫生和精神分析學家。[149]
- 瑪爾塔·科爾文，87-88歲，智利雕塑家。[150]
- 雅克·赫爾貢，92歲，法國歷史學家和古典語言學家。[151]
- 穆塔茲·穆夫提，90歲，巴基斯坦作家。
- 理查·萊德，53歲，美國演員[152]
- 斯洛博丹·塞勒尼奇，62歲，塞爾維亞作家、文學評論家和學者[153]

### 28日
- 福阿德·阿卜杜勒哈米德·阿爾卡提卜，69-70歲，沙烏地阿拉伯大使、作家和商人。
- 欽吉茲·巴巴耶夫，31歲，亞塞拜然軍官和亞塞拜然民族英雄[154]
- 托馬斯·貝魯，52歲，愛爾蘭政治家。[155]
- 朱利安·貝爾特奧，85歲，法國演員。[156]
- 愛德華·德拉賓斯基，83歲，波蘭足球運動員和經理。
- 莫裡斯·威廉姆斯，71歲，澳大利亞政治家。

### 29日
- 羅伯特·博澤，68歲，美國冰球運動員。[157]
- 佛瑞德·格比克，63歲，紐西蘭政治家。
- 珍·希瑟，74歲，美國女演員。[158]
- 明娜·萊德曼，99歲，美國音樂和舞蹈編輯和作家。[159]
- 阿爾·尼米克，84歲，美國棒球運動員[160]
- 特里·索澤恩，71歲，美國編劇[161]
- 吉米·斯旺（Jimmy Swan），81歲，美國鄉村音樂家。[162]

### 30日
- 路易斯·阿博拉菲亞，54歲，美國藝術家和社會活動家[163]
- 保羅·阿拉特裡，77歲，義大利歷史學家和馬克思主義政治家。
- 阿納斯塔西奧斯·巴爾科斯，79歲，希臘陸軍中將和保守派政治家。
- 史蒂芬・貝卡西，88歲，匈牙利出生的美國電影演員。
- 佛吉尼亞·布拉德福德，95歲，美國女演員。[164]
- 布萊恩·伊斯代爾，86歲，英國管弦樂、合唱和電影音樂作曲家。[165]
- 保羅·費裡斯，54歲，英國電影作曲家和演員[166]
- 大衛·M·施奈德，76歲，美國文化人類學家。[167]

### 31日
- 皇家B.艾利森，76歲，美國空軍中將[168]
- 查理貝克，72歲，美國戲劇導演。[169]
- 卡羅琳·巴梅爾，55歲，英國歷史學家、古典學家和學者[170]
- 葛蘭·貝瑞，90歲，美國體操運動員，曾參加1928年夏季奧運會。[171]
- 艾倫·布希，94歲，英國作曲家、鋼琴家和指揮家。[172]
- 吉姆·坎貝爾，71歲，美國棒球主管[173]
- 羅莎琳德·卡什，56歲，美國女演員[174]
- 德里克·恩萊特，60歲，英國工黨政治家。[175]
- 阿爾伯特·拉瓦達·德斯特，82歲，美國藍調鋼琴家、歌手和棒球評論員。[176]
- 盧·利維，84歲，美國音樂出版商。[177]
- 喬爾·梅森，83歲，美國NFL橄欖球運動員和NBL籃球運動員。[178]
- 馬里奧·納波利塔諾，85歲，義大利國際象棋大師。
- 第十一代諾森伯蘭公爵亨利·珀西，42歲，英國同齡人[179]
- 比爾·羅琳，67歲，紐西蘭第30任總理[180]